# 郑晓瑛
郑晓瑛（1956年8月—），北京大学人口研究所所长，主要从事人口、社会发展公共政策等方面的研究。中国教育部第六批“长江学者”特聘教授，担任“973”等多个重点项目首席科学家。发表论文数百篇，曾获得中国教育部科学技术进步奖一等奖、宋庆龄儿科医学奖等奖项。

## 生平
1991年获北京大学历史学博士学位，先后在伦敦大学、哈佛大学、约翰•霍普金森大学等地从事博士后研究和访问学者。

## 社会兼职
APEC生命科学创新委员会委员、国际残疾华盛顿小组中国代表、残疾人事业发展研究会副会长、中国优生优育科学协会副会长等。